# Be Good to Yourself at Least Once a Day
Be Good to Yourself at Least Once a Day è un album dei Man, pubblicato dalla United Artists nel novembre del 1972.Il disco fu registrato tra l'agosto e l'ottobre del 1972 al Rockfield Studios di Monmouth (Galles).

## Tracce
Brani composti da: Micky Jones, Phil Ryan, Terry Williams, Clive John
Lato A
1. C'mon – 11:02
2. Keep on Crinting – 8:12

Lato B
1. Bananas – 9:24
2. Life on the Road – 7:12

Edizione CD del 2007, pubblicato dalla Esoteric Recordings Records ECLEC 2019
1. C'mon – 11:02
2. Keep on Crinting – 8:12
3. Bananas – 9:24
4. Life on the Road – 7:12
5. Bananas – Bonus Track - Early Instrumental Version
6. Rockfield Jam – Bonus Track

- Brani bonus CD registrati nella primavera del 1972 al Rockfield Studios di Monmouth (Galles)

## Musicisti
- Micky Jones - chitarra, voce
- Clive John - chitarra, voce
- Phil Ryan - tastiera, voce
- Will Youatt - basso, voce
- Terry Williams - batteria, percussioni